# Județul Šiauliai
Šiauliai este un județ în Lituania.
1. ↑  Visuotinė lietuvių enciklopedija